# Радзьондз
Радзьондз (пол. Radziądz, нім. Radungen) — село в Польщі, у гміні Жміґруд Тшебницького повіту Нижньосілезького воєводства.
Населення — 511 осіб (2011).
У 1975-1998 роках село належало до Вроцлавського воєводства.

## Демографія
Демографічна структура станом на 31 березня 2011 року:
|          | Загалом | Допрацездатний вік | Працездатний вік | Постпрацездатний вік |
| -------- | ------- | ------------------ | ---------------- | -------------------- |
| Чоловіки | 252     | 51                 | 177              | 24                   |
| Жінки    | 259     | 51                 | 148              | 60                   |
| Разом    | 511     | 102                | 325              | 84                   |